# Église San Giovanni Battista de Corte
Pour les articles homonymes, voir Église San Giovanni Battista.
L'église San Giovanni Battista de Corte est un ensemble composé d’une église de style préroman du Xe siècle avec à ses côtés un baptistère du XIIIe siècle, situé à Corte en Haute-Corse. L’ensemble est classé aux monuments historiques depuis le 27 mars 1968.

## Historique
L’église San Giovanni Battista, de fondation très ancienne, était l’église-mère de la pieve de Venaco. Il n'en subsiste que des vestiges. Le site est situé à 430 m d'altitude, lieu-dit « San Giovanni » au sud-est de la ville, proche du parcours sportif aménagé.
Tout comme à Santa Maria di Riscamone où un baptistère distinct est présent près de l'église, a-t-elle été édifiée au Ve siècle sur le site d'une ville romaine, l’antique Venicium, comme le pensent certains ?
Giovanni della Grossa rapporte que le comte Ugo Colonna, venu en Corse pour chasser les Maures de l'île au IXe siècle, avait établi son camp à Venaco, à l’endroit appelé Pieve vecchia , puis fit construire un palais à l’endroit appelé Poggio pour en faire sa résidence (le palazzo), à une centaine de mètres à l’ouest de l’église.
Depuis longtemps, le monument est réduit à sa seule abside ; les campagnes de fouilles de 1956-1958 ont permis de mettre au jour la base des murs, le sol primitif et de vérifier que le plan de l’église était à trois nefs séparées par deux rangées de piliers carrés. Les restes d’archaïques dispositions liturgiques sont visibles dans la nef centrale : derrière le chancel, ce sont les premières marches de l’ambon, une petite chaire à prêcher du type de celles qu’on pouvait trouver dans les basiliques paléochrétiennes. C’est le décor de l’abside qui permet, par analogie avec le décor des églises lombardes du nord de l’Italie, de dater approximativement cette église préromane du IXe siècle ou du Xe siècle.
Quant au baptistère, il est mieux conservé que l’église.
L'ensemble religieux est classé Monument historique depuis 1968.
Dans le cadre des Journées nationales de l'archéologie, une journée « Patrimoine et tourisme » est organisée à Saint Jean - Corte, le samedi 20 juin 2015.

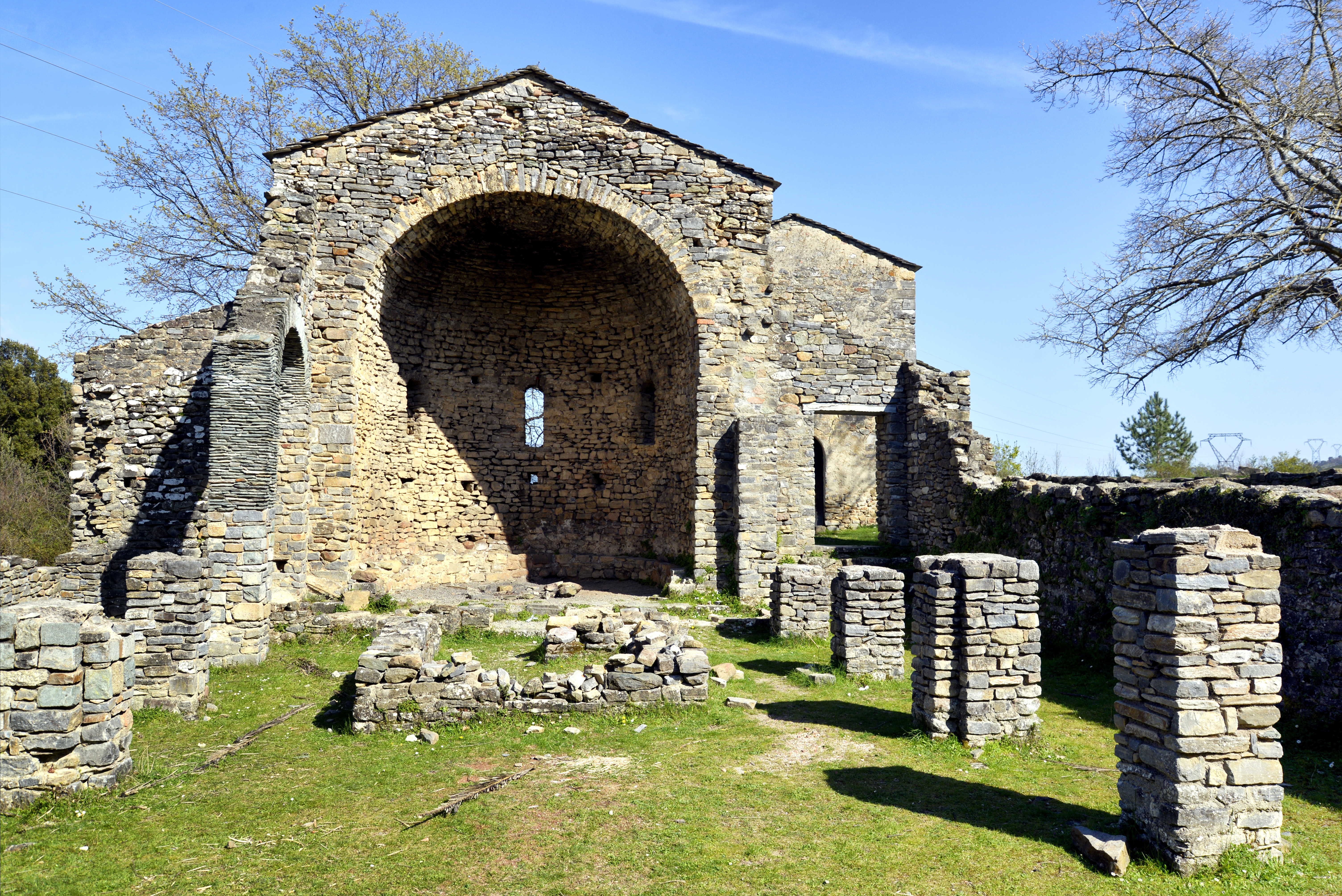
Ruines de l'église préromane San Giovanni Battista.
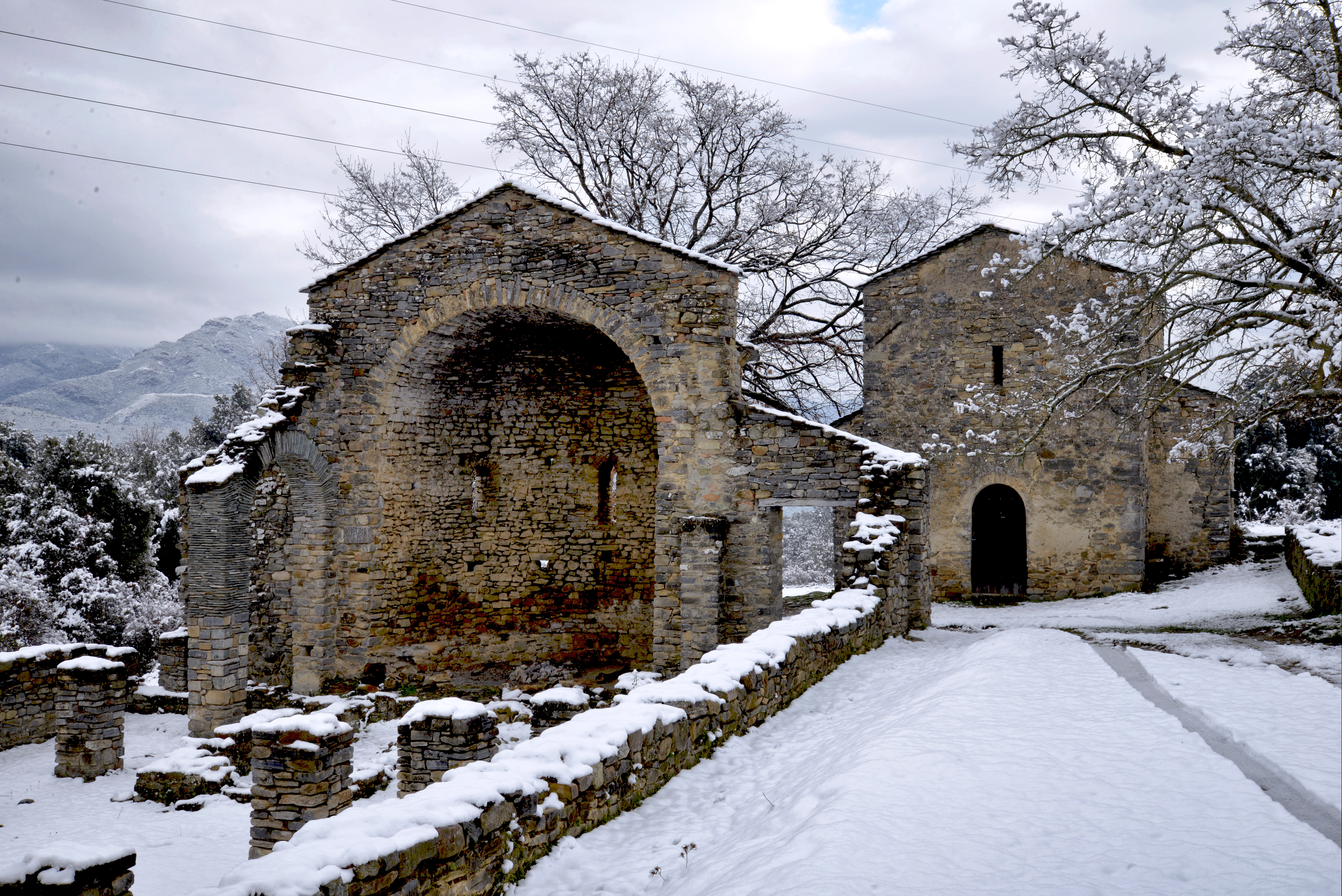
L'abside vue occidentale.
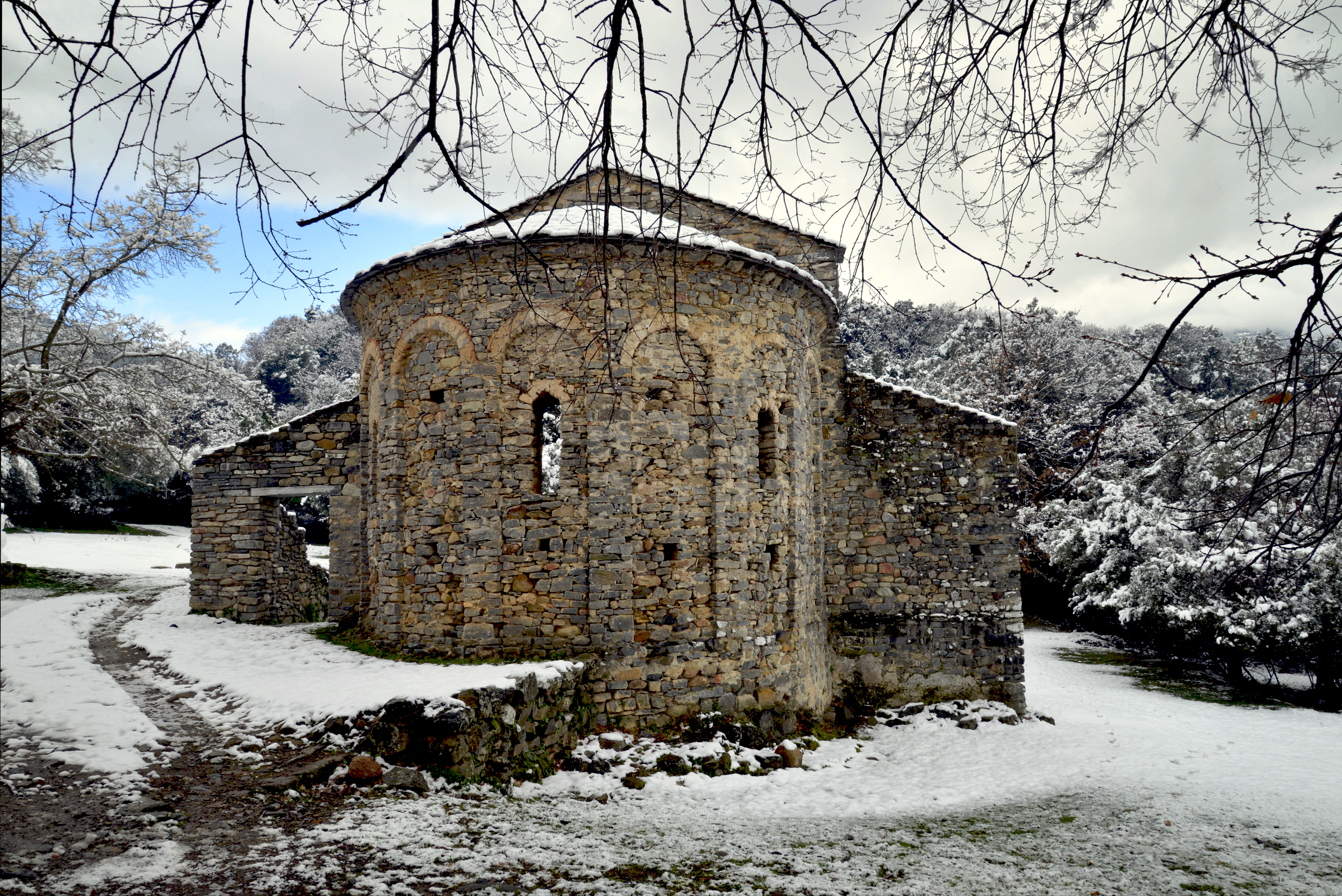
Le chevet en façade orientale.
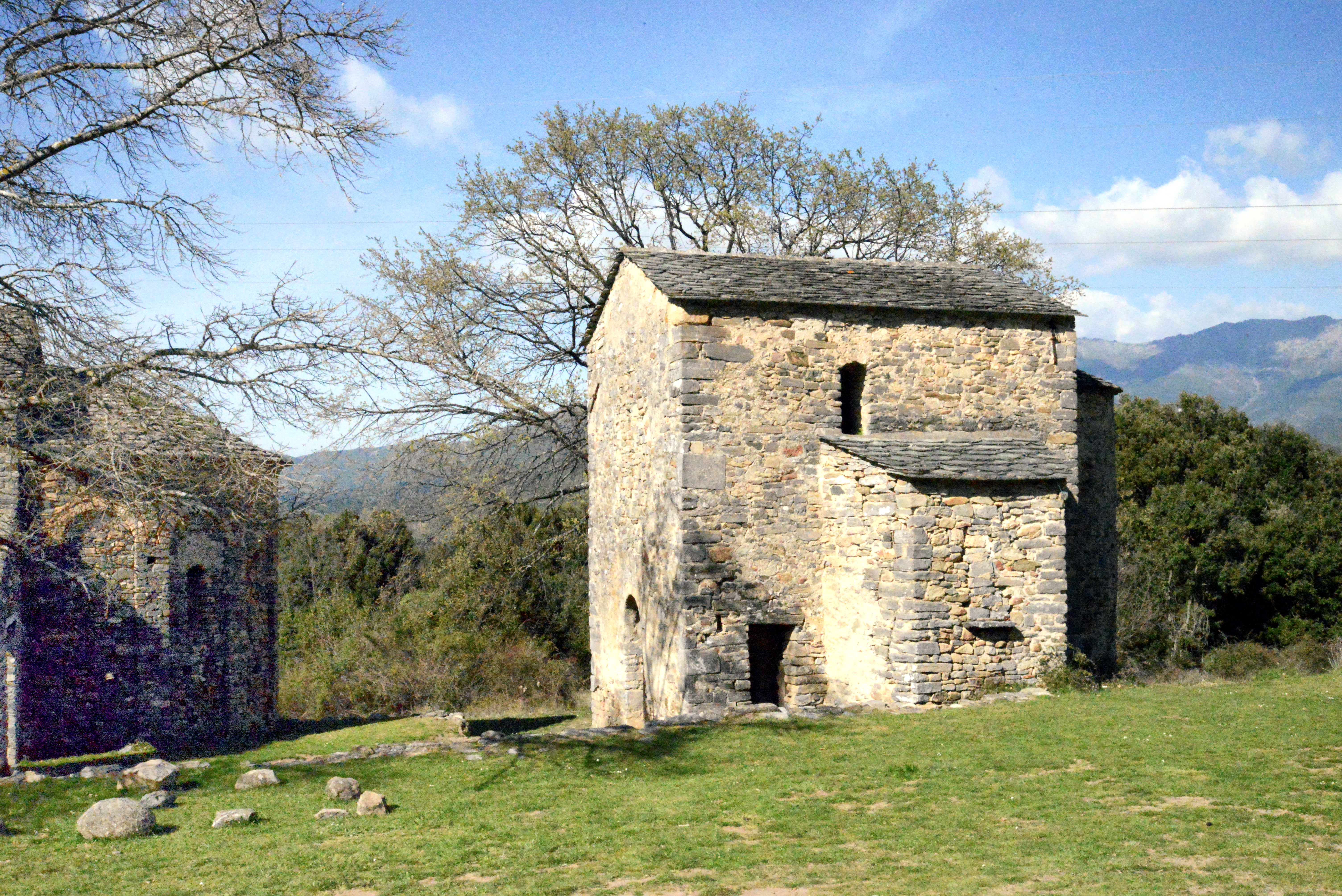
Le baptistère façade méridionale.
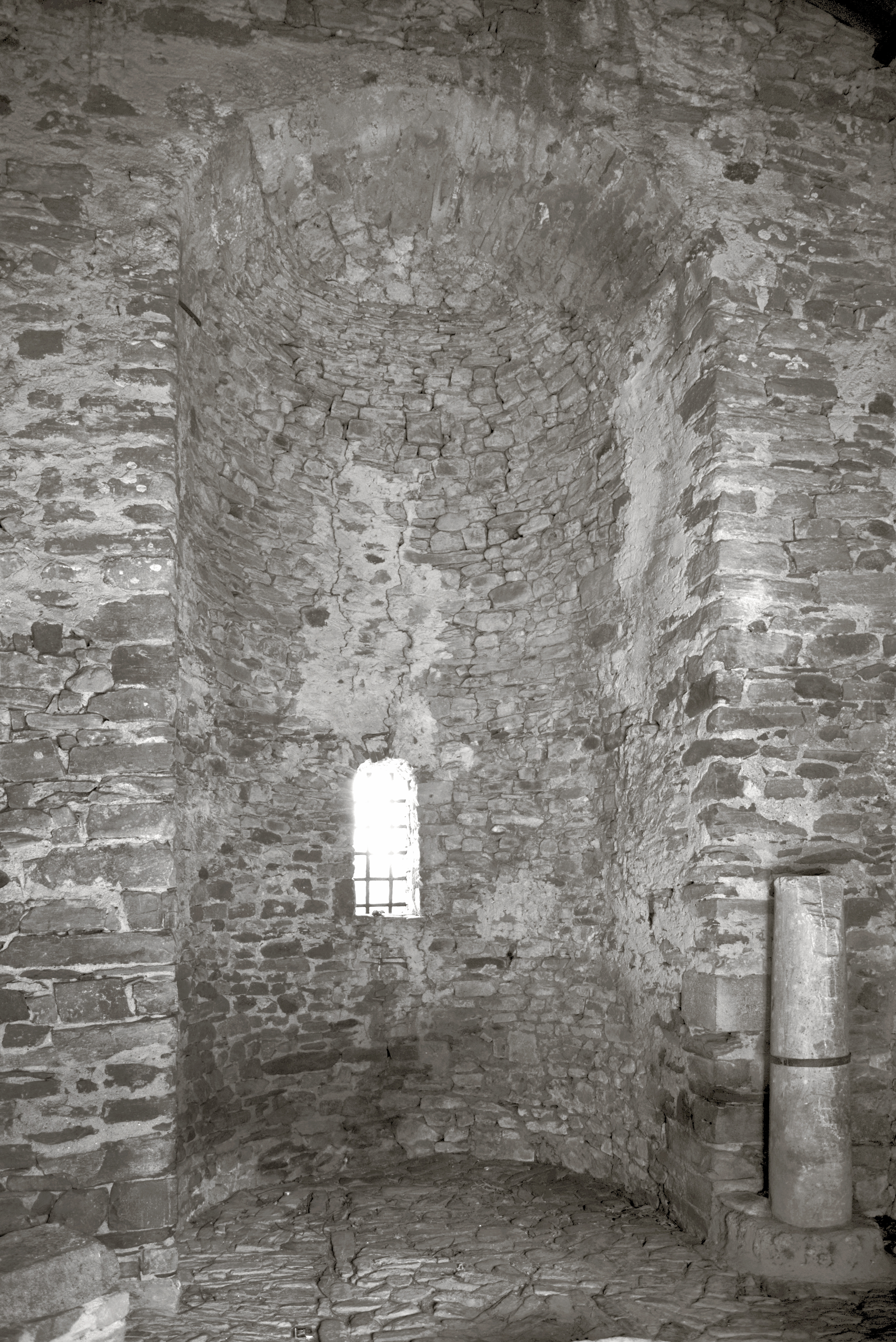
Intérieur du baptistère.

Notre Dame de Fatima
Depuis 2007, chaque année courant mai, la communauté portugaise de Corte, de la région et au-delà, de toute l'île, se donne rendez-vous sur le site de Saint-Jean pour honorer tout un weekend leur patronne, Notre-Dame de Fátima. Des bénévoles de l'amicale des Portugais se mobilisent pour décorer le baptistère ainsi qu'un chemin de croix. Notre-Dame de Fatima est portée en procession, suivie par la foule, avant la messe chantée par une chorale portugaise.